# Osario de Brno

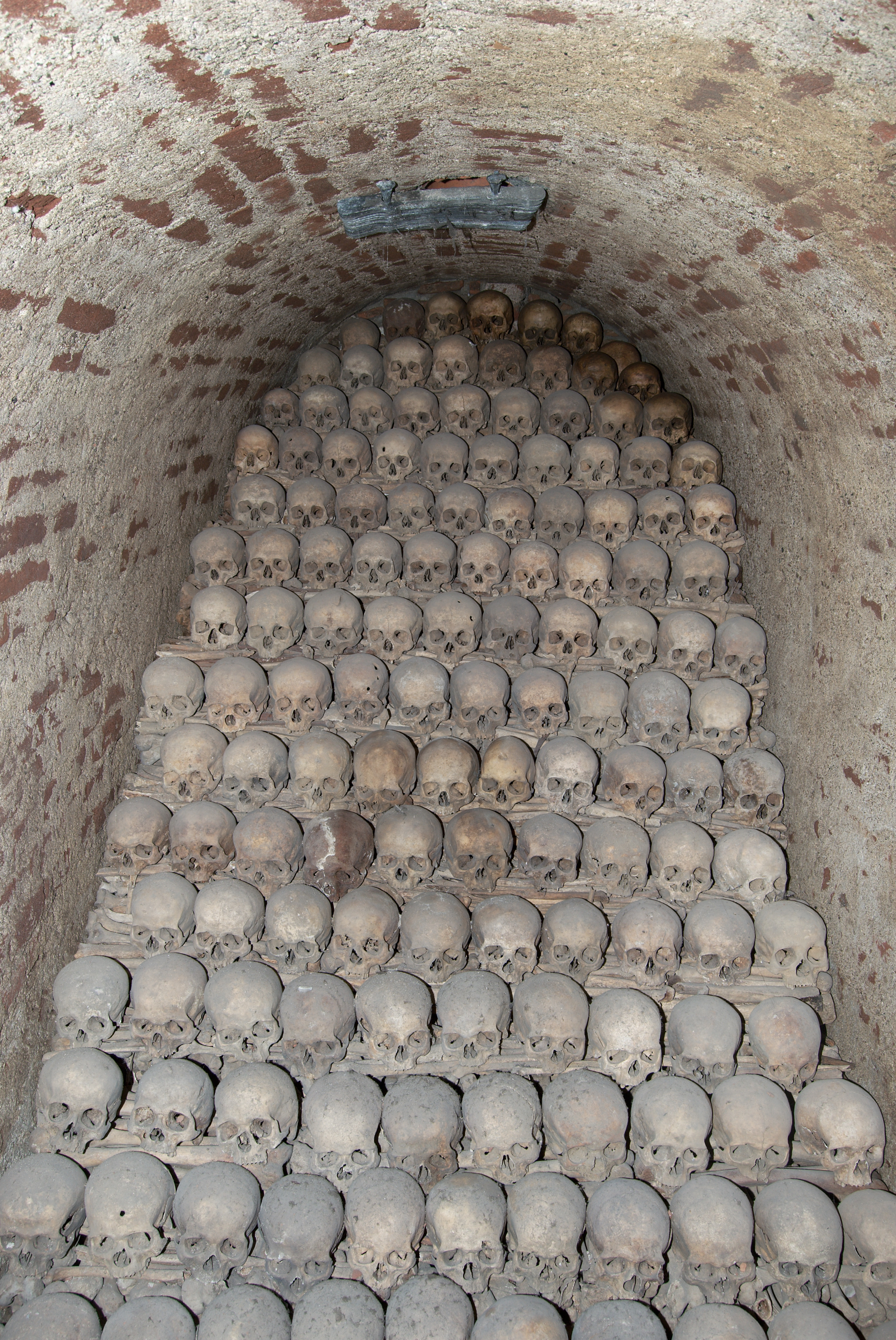
Osario de Brno

El Osario de Brno es un osario subterráneo ubicado en Brno, República Checa. Fue redescubierto en 2001 en el centro histórico de la ciudad, parcialmente bajo la Iglesia de San Jacobo. Se estima que el osario alberga los restos de más de cincuenta mil personas, lo que lo convierte en el segundo más grande de Europa, después de las Catacumbas de París.
El osario fue creado en el siglo XVII, siendo ampliado en el siglo XVIII. Fue abierto al público desde junio de 2012.